# Vitis piasezkii
Vitis piasezkii là một loài thực vật hai lá mầm trong họ Nho. Loài này được Maxim. miêu tả khoa học đầu tiên năm 1881.